# Esther Vaquero
Esther Vaquero Hernández (Salamanca, 7 de febrero de 1982) es una periodista y presentadora española.

## Biografía
Es licenciada en Periodismo por la Universidad Pontificia de Salamanca en 2005. Su carrera se ha desarrollado principalmente en radio (Cadena SER) y televisión (Antena 3, Telecinco, Cuatro, TVE, BBC London y La Sexta), aunque durante sus años de universidad hizo prácticas en dos periódicos salmantinos: El Adelanto de Salamanca -desaparecido-, La Gaceta de Salamanca y en la redacción de Informativos Telecinco en Madrid.
Vaquero tiene una trayectoria amplia y diversa en televisión: ha trabajado en informativos, programas de investigación, magazines de actualidad y entretenimiento.
Nada más licenciarse, pasó brevemente por la redacción de la Cadena SER (La Ventana) para incorporarse ese mismo año, en 2005, al equipo del programa Noche Hache (producción de Globomedia para Cuatro). El espacio combinaba actualidad y humor en formato de late night y el equipo ganó un Ondas en 2007. 
En 2008 se incorporó al equipo de La Sexta Noticias, donde se mantuvo hasta 2009, cuando se marchó a Londres para colaborar en la prestigiosa cadena de televisión inglesa BBC. Allí se encargó de cubrir noticias locales en BBC London, el informativo local de Londres, tales como la visita de los Obama, la crisis sanitaria de la gripe A o eventos de la Familia Real.
Ha sido también reportera en TVE y en Las Mañanas de Cuatro de Concha García Campoy.
Desde 2010 trabaja en Antena 3. Desde 2010 y hasta 2012, formó parte del equipo de actualidad e investigación de Espejo público y Antena 3 Noticias.                                                                                                                    
En septiembre de 2012 la cadena le confió la presentación de su informativo matinal junto a María José Sáez.
En las navidades de 2014 debuta presentando en Espejo público en sustitución de Susanna Griso, con buen resultado de crítica y audiencias, y hasta 2018 lo compagina con su labor al frente de Antena 3 Noticias. 
Volvió a presentar Espejo público en Semana Santa, verano y navidades de 2015, superando cada mañana a TVE y disputando el liderazgo a Telecinco. Su presencia en el programa fue creciente hasta julio de 2016, momento en que se ausenta debido a la recta final de su embarazo.
El 7 de diciembre de 2015 presentó, junto a Ana Pastor y Vicente Vallés, el Debate decisivo entre Pedro Sánchez, Albert Rivera, Pablo Iglesias y Soraya Sáenz de Santamaría, de cara a las elecciones generales del 20 de diciembre. El programa, producido por Atresmedia, fue lo más visto de 2015: hizo más de un 48% de cuota y congregó ante la pantalla a más de 9 millones de espectadores.  
También se ha puesto al frente de especiales sobre las Elecciones al Parlamento de Cataluña de 2015 o los Atentados de Bruselas en la Semana Santa de 2016 -líder de audiencia-.
Tras la baja por su primera maternidad, volvió el 2 de enero de 2017 a los informativos, esta vez a Antena 3 Noticias 1, junto a Ángel Carreira durante el período de Navidad.                                                                                                                    
El 6 de febrero de 2017 regresó a Las noticias de la mañana junto a María José Sáez, tras su baja maternal. Durante las dos primeras semanas de julio de 2017 presentó en solitario el informativo matinal de la cadena, de 6:15 a 8:55 con notables registros de audiencia.
Durante el mes de agosto de 2017 se volvió a hacer cargo del programa Espejo público en sustitución de Susanna Griso (ya que Sandra Golpe hizo lo propio las dos últimas semanas de julio), volviendo así a presentar el magazine informativo tras un año.
Desde el 4 de septiembre de 2017 y coincidiendo con la nueva temporada de los informativos de Antena 3, abandona Las noticias de la mañana y pasa a presentar junto a Vicente Vallés, el informativo de las 21h, Antena 3 Noticias 2.                                  
En las navidades de 2017-2018, volvió a presentar Espejo público en sustitución de Susanna Griso.
En febrero de 2018, Antena 3 Noticias anuncia el lanzamiento de un nuevo programa que ella presenta, bajo el nombre Nos Importa. Nos importa es una iniciativa de Antena 3 que aborda cuestiones de especial relevancia en el contexto social y que necesitan explicarse en toda su complejidad y de una manera cercana, comprensible y que permite a los espectadores verse reflejados en cada caso. Así, para cada tema abordado en Nos importa se desarrolla una campaña con contenidos en televisión, radio, web y redes de Atresmedia. Cada campaña de Nos importa culmina con un evento de programación en el prime time de Antena 3: la emisión de una película o documental seguido de un debate a cargo del equipo de Antena 3 Noticias moderado por Esther Vaquero.
Finalmente, el programa se estrenó el 16 de marzo de 2018 y finalizó su primera temporada, el 17 de octubre de ese mismo año. 
En febrero de 2018 presentó un debate especial en el late night de Antena 3 con motivo de lo ocurrido a raíz de la publicación del libro Fariña.
Con motivo del enlace entre el príncipe Harry y Meghan Markle, el 19 de mayo de 2018, presentó un programa especial en la web de la revista Hola.
El 23 de abril de 2019, fue la encargada de presentar el programa previo y "post" de El Debate Decisivo, en Antena 3. 
El 28 de abril de 2019, fue una de las presentadores del Especial Noche Electoral, en Antena 3. Vaquero, se encargó de transmitir la última hora desde la sede de Ciudadanos.
Tras ausentarse unos meses para dar a luz a su segunda hija, Vaquero se reincorporó a Antena 3 Noticias en abril de 2020, en pleno confinamiento, para presentar varios especiales sobre el coronavirus, además de su papel habitual copresentando Antena 3 Noticias 2 a las 21 horas junto a Vicente Vallés, donde se encuentra desde entonces. El informativo es líder imbatible de audiencia en su franja desde agosto de 2020, mes en el que precisamente Esther Vaquero lo presentaba en solitario.

## Premios, nominaciones y distinciones
- Premio Ondas
  - En 2007 como mejor programa de entretenimiento.
- Premio Iris
  - En 2014, como mejor magazine de actualidad.
- Premio Voz Própolis
  - En 2015, como mejor voz femenina en televisión.
- Pregón
  - En septiembre de 2015, de las Ferias y Fiestas de Salamanca.
- Antenas de Plata
  - En junio de 2016, le otorgó la Antena de Plata en la categoría de televisión.